# Ambrogio Robecchi
Ambrogio Robecchi (* 16. November 1870 in Pavia; † 1. Juni 1963 ebenda) war ein italienischer Radrennfahrer.
1889 wurde Ambrogio Robecchi hinter Gilberto Marley italienischer Vize-Meister im Straßenrennen. Zwei Jahre später wurde er sowohl nationaler Meister im Straßenrennen wie auch im Sprint.